# Бангл-Бангл
Бангл-Бангл (англ. The Bungle Bungles) — гірський хребет у західній  Австралії, розташований в 190 км від міста Холс Крік. Бангл-Бангл відомий місцевим аборигенам як Пурнулулу, що перекладається як «пісковик» і розташований в однойменному  національному парку.
Бангл-Бангл являє собою унікальний гірський ланцюг з помаранчевих, чорних і білих кам'яних конусоподібних утворень. Хребет Бангл-Бангл підноситься на 578 м н.р.м. Також із заходу він майже на 300 м нависає над лісистою місцевістю і покритою травою рівниною. Пісковик з якого він складається має вік понад 350 млн років. Близько 20 млн років тому він був піднятий в результаті падіння метеорита, і згодом під впливом  ерозії перетворився на схожі на вулики куполоподібні утворення.
Хоча гірський хребет Бангл-Бангл зазвичай використовувався аборигенами протягом вологого сезону, коли рослинне і тваринне життя там було в достатку, деякі європейці не знали про його існування аж до середини 1980-х рр. Область стала частиною  національного парку з 1987 р. і тут же перетворилася на його головну пам'ятку, найпопулярнішу і улюблену у туристів.
Відомі ущелини: ущелина Пікканіні, ущелина Міні палмз, ущелина Прірва Єхидни, Храмова ущелина.

## Ресурси Інтернету
- [Архівовано 8 лютого 2015 у Wayback Machine.]
- Infos zu den Bungle Bungle (in DE & ENGL.)
- UNESCO: World Heritage Scanned Nomination: Purnululu National Park [Архівовано 27 березня 2016 у Wayback Machine.] (englisch; PDF-Datei; 4,4 MB)